# Al-Burudj

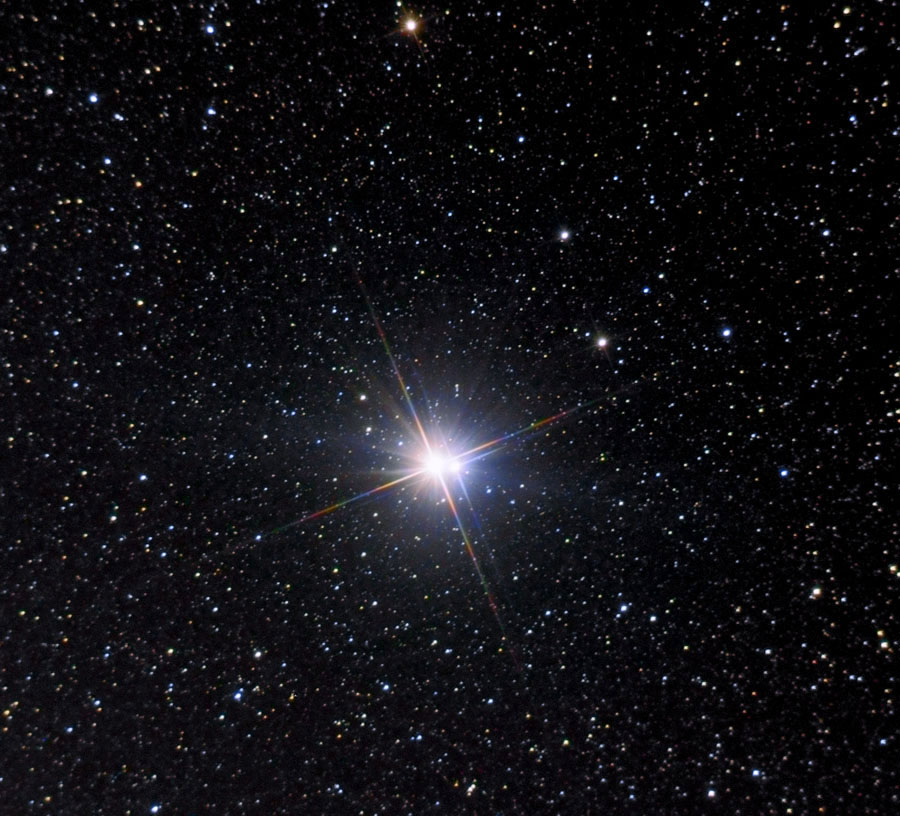
En stjärna.

Al-Burūdj eller Al-Burooj (arabiska: البروج al-burūğ, "Stjärnbilderna") är den åttiofemte suran i Koranen med 22 verser (ayah). Enligt Ibn Ishaq, en lärd inom tafsir, syftar "folket i graven" (verser 4-5), på de kristna från Najran, dödade av Dhu Nawas.